# Драган Сотировић
Драган Михајло Сотировић (фр. Dragan Michel Sotirovitch, псеудоними Дража, X, Михал; Врање, 5. мај 1913 — Солун, 6. јун 1987) био је капетан Југословенске војске, припадник покрета Драгољуба Михаиловића, командант пољског одреда Армије Крајове, носилац пољског ордена Virtuti Militari V класе.

## Биографија
Рођен је у породици Сотирци 1913. године у Врању. Завршио је Војну академију у Београду и после Априлског рата одбија да се преда. Драган Сотировић дошао је на Равну Гору око 20. маја 1941. године и ставио се на расположење генералштабном пуковнику Драгољубу Михаиловићу. Поручник Сотировић је 27. маја 1941. године постављен за организационог официра Шумадије. Са „пуномоћјем и инструкцијама за рад“, истог дана је преко Београда, илегално, стигао у Крагујевац. Ту је ступио у везу с свештеником Јованом Кнежевићем (братом Радоја и мајора Живана Кнежевића, истакнутих учесника пуча од 27. марта 1941), а сутрадан и са капетаном Милутином Братковићем. Са Братковићем је отишао у његов родни Бадњевац, где се упознао са свештеником Андром Божићем. Били су то први герилци у овом делу Шумадије. Они су најпре одштампали један летак са оштром критиком прославе 1. маја под окупацијом, коју су локални комунисти организовали.
После слома устанка у Србији одведен је у заробљеништво, заједно са осталим југословенским официрима, у концентрациони логор бр. 325 у Рави Руској (укр. Рава-Руська), у Пољској (данашња Украјина). Потом је пребачен у Стриј (укр. Стрий). Пошто је симулирао болест, пребачен је у болницу одакле је побегао 13. јануара 1944. године. Тада је контактирао пољски покрет отпора који га је пребацио у околину Лавова
Када је потврђен његов идентитет, крајем марта, послат је у тек настале шумске одреде Округа Лавов. Ту је постао заменик команданта 14 пука улана (врста лаке коњице).
Учествовао је у пацификацији украјинског села Шоломија, као и у ликвидацији штаба Украјинске устаничке армије. Командовао је јединицама 14. пука за време ослобађања Лавова у акцији Бура (пољ. Akcja Burza). Због заслуга у току акције пољски генерал Владислав Филипковски (Władysław Filipkowski) га је 27. јула одликовао орденом Виртуи Милитари (Virtuti Militari).
Већ 31. јула 1944. године ухапсио га је НКВД, међутим успео је да побегне. Јединице које је предводио у августу 1944. су се повукле на леву обалу реке Сан и ушле у састав Групације Варта (пољ. Zgrupowanie Warta). Тада је Драган постао командант јединице Д-14 у батаљону Д. Године 1945. је поново ухапшен од стране НКВД-а. При бекству је сломио стопало, пошто је искочио кроз прозор са другог спрата. Одведен је у болницу у Жешов где га је ослободила организација ЊЕ (пољ. NIE) која се борила за независност Пољске и после доласка Црвене армије. Између априла и маја 1945 се поново прикључио војсци.
После рате је добио чин мајора у Армији Крајовој.
Последња његова акција је био напад на совјетску базу 25. јуна код села Домарадз (пољ. Domaradz).
Када је групација Варта расформирана прешао је у Француску, потом се настанио у Монаку, где је живео у емиграцији под именом Жак Роман (фр. Jacques Roman). У Југославију, где су му живели жена и син, није могао да се врати јер су на власти били комунисти. Преминуо је нагло на ходочашћу у Свету гору, на које је ишао сваке године.